# Polemarc de Tàrent
Polemarc de Tàrent (en llatí Polemarchus, en grec antic Πολέμαρχος) era un filòsof grec possiblement nadiu de Tàrent que apareix a la llista de filòsofs pitagòrics de Iàmblic de Calcis.
Fabricius l'inclou a la Bibliotheca Graeca i creu que Polemarc és el mateix que un filòsof anomenat Poliarc, per malnom ἡδυπαθής ('edipathés', sensual, voluptuós) que menciona Ateneu de Nàucratis amb motiu de la seva anada a Tàrent en temps de Dionís el Jove, com a ambaixador. Es veu que era molt amic d'Arquites, o al menys hi va fer bona amistat, i Ateneu s'esplaia en els comentaris dels dos filòsofs sobre l'essència i l'excel·lència del plaer, cosa que diu que va treure d'Aristoxen. Però sembla que l'apreciació de Fabricius no pot ser certa, perquè les doctrines atribuïdes a Poliarc no són de cap manera compatibles amb les de l'escola pitagòrica.